# Philipp Langenegger
Philipp Langenegger (* 19. Mai 1976 in Urnäsch) ist ein Schweizer Schauspieler.

## Leben
Nach dem Schulbesuch startete Langenegger zunächst eine dreijährige Metzgerausbildung. Von 1996 bis 1998 machte er eine SEK-Ausbildung für die Schweiz. 
Dann wechselte er das Metier und lernte ein Jahr an der Filmschauspielschule Zürich. Eine Weiterbildung erfuhr er von 1999 bis 2001 in Method Acting bei John Costopoulos und in Kameratechnik bei Mark Travis in New York. Ab 2000 besuchte er bis 2003 die Arturo – Schauspielschule in  Köln.
Vom 3. März 2009 bis zum 24. Februar 2010 war Langenegger in der Telenovela Alisa – Folge deinem Herzen als Robert Brinkmann zu sehen. Nach der Titeländerung auf Hanna – Folge deinem Herzen mit neuer Hauptdarstellerin ab Folge 241 ist er in der Telenovela seit dem 25. Februar 2010 in derselben Rolle zu sehen. Ausserdem war Langenegger im September 2010 in der Deutschen TV-Werbung zu sehen.

## Filmografie
- 2000: Die Motorradcops
- 2001: Jetzt bin ich dran Liebling
- 2001: Eifrige Väter
- 2003: Korrupt
- 2003: Wilde Engel
- 2004: K11 – Kommissare im Einsatz
- 2005–06: Verbotene Liebe
- 2005: Alphateam
- 2006: Die Rettungsflieger
- 2006: Alles was zählt
- 2006: Fünf Sterne
- 2007: Meine böse Freundin
- 2008: Zack! Comedy nach Maß
- 2008: Tatort: Das schwarze Grab
- 2009: Die Abzocker
- 2009–2010: Hanna – Folge deinem Herzen (zuvor Alisa – Folge deinem Herzen)
- 2009: Engel sucht Liebe
- 2011: Anna und die Liebe
- 2011: Liebe am Fjord – Das Ende der Eiszeit
- 2018: Tatort: Friss oder stirb